# Seiridium papillatum
Seiridium papillatum är en svampart som beskrevs av Z.Q. Yuan 1997. Seiridium papillatum ingår i släktet Seiridium och familjen Amphisphaeriaceae.   Inga underarter finns listade i Catalogue of Life.